# Thymus cimicinus
Thymus cimicinus là một loài thực vật có hoa trong họ Hoa môi. Loài này được Blume ex Ledeb. miêu tả khoa học đầu tiên năm 1849.